# Arbeitskreis Provenienzforschung
Der Arbeitskreis Provenienzforschung e. V. setzt sich für die Forschungsarbeit im Bereich der Provenienzforschung, also der Erforschung der Herkunft von kulturellen Objekten – auch der sog. Raubkunst –, ein. Ziel ist, die Forscher untereinander zu vernetzen und fortzubilden. Die Gründung fand 2000 als Arbeitskreis und 2014 als eingetragener Verein statt. Der Arbeitskreis Provenienzforschung war bis 2019 der einzige seiner Art weltweit. Er beruht allein auf ehrenamtlicher Arbeit.

## Hintergrund
1998 wurden auf der Washingtoner Konferenz internationale Grundsätze betreffend von den Nationalsozialisten beschlagnahmter Kunstwerke definiert. Die beteiligten Staaten erklärten es zu ihrem Ziel, die Provenienzforschung zu intensivieren, d. h. beschlagnahmte Raubkunst zu identifizieren, deren Eigentümer ausfindig zu machen und eine „gerechte und faire Lösung“ für die Beteiligten zu finden. Dieser Selbstverpflichtung folgte Deutschland mit der Erklärung der Bundesregierung, der Länder und der kommunalen Spitzenverbände zur Auffindung und zur Rückgabe NS-verfolgungsbedingt entzogenen Kulturgutes, insbesondere aus jüdischem Besitz vom 9. Dezember 1999.

## Geschichte
Im November 2000 fand ein Treffen von vier Wissenschaftlerinnen zum Thema „Museen und Kunst im Nationalsozialismus“ im Wallraf-Richartz-Museum in Köln statt. Die vier Teilnehmerinnen waren Ute Haug (Hamburger Kunsthalle), Ilse von zur Mühlen (damals Bayerische Staatsgemäldesammlungen, München), Laurie A. Stein (The Art Institute of Chicago Museum; Saint Louis Art Museum) und Katja Terlau (freiberufliche Kunsthistorikerin und Provenienzforscherin). Der Bedarf nach gegenseitigem Austausch und Unterstützung wurde schnell sichtbar. Der fachliche Austausch untereinander sollte fortbestehen. Die vier Provenienzforscherinnen gründeten daraufhin den Arbeitskreis, auch wenn der Name „Arbeitskreis Provenienzforschung“ zu dem Zeitpunkt noch nicht formuliert war.
Bereits im Februar 2001 folgte die zweite Austauschrunde in der Hamburger Kunsthalle unter dem Namen „2. Treffen des Arbeitskreises zur Recherche der Provenienzen in deutschen Museen“. Die Runde der Forscherinnen wurde um Ursula Köhn (Staatliche Kunstsammlungen Dresden) erweitert. Gäste wurden eingeladen. Am Ende des Treffens wurde auf Vorschlag von Haug die Bezeichnung „Arbeitskreis Provenienzforschung“ gewählt.
Der Arbeitskreis hat sich lange in flachen Hierarchien selbst organisiert und sich damit Flexibilität und Unabhängigkeit bewahrt. Nachdem 2008 die Arbeitsstelle für Provenienzforschung beim Institut für Museumsforschung geschaffen worden war, stieg in den folgenden Jahren die Zahl der Provenienzforscher. Damit stieg ebenfalls die Mitgliederzahl im Arbeitskreis auf über 90 Forscher aus Deutschland, Großbritannien, den Niederlanden, Österreich, der Schweiz und den USA. Zu diesem Zeitpunkt entschieden sie sich noch gegen eine Vereinsbildung, wählten 2011 jedoch erstmals zwei Sprecherinnen des Arbeitskreises.
2012 ereignete sich der Schwabinger Kunstfund „Fall Gurlitt“. Daraufhin wurde auf nationaler Ebene die Einrichtung des Deutschen Zentrums Kulturgutverluste beschlossen, das die Aufgaben der Arbeitsstelle für Provenienzforschung übernahm. Die Bedürfnisse der Provenienzforscher fanden in der politischen Welt dennoch kaum Gehör. Seit November 2013 wurde im Arbeitskreis diskutiert, wie auf die Entwicklungen zu reagieren sei. Man entschied sich, die juristische Struktur zu ändern und den Arbeitskreis in einen Verein umzuwandeln.
Am 17. November 2014 erfolgte beim Treffen in Bremen schließlich die Gründung als eingetragener Verein Arbeitskreis Provenienzforschung e. V. 69 Gründungsmitglieder wählten den ersten fünfköpfigen Vorstand: Vorsitzende Ute Haug (Leiterin der Provenienzforschung an der Hamburger Kunsthalle),  stellvertretende Vorsitzende Andrea Bambi (Leiterin der Provenienzforschung der Münchener Pinakotheken), Jasmin Hartmann (damals Provenienzforscherin am Wallraf-Richartz-Museum, Köln), Isabel von Klitzing (freie Provenienzforscherin in Kronberg im Taunus) und Leonhard Weidinger (Museum für angewandte Kunst, Wien, im Auftrag der Kommission für Provenienzforschung). Am 25. März 2015 wurde der Arbeitskreis Provenienzforschung e. V. ins Vereinsregister eingetragen.
Durch Struktur, Vernetzung und Personalien ist der Verein in der Lage, sich politisch Gehör zu verschaffen. So vertrat die damalige Vorstandsvorsitzende des Arbeitskreises Haug die Wissenschaftler der Provenienzforschung im Dezember 2015 bei einer öffentlichen Anhörung im Abgeordnetenhaus von Berlin beim Ausschuss für Kultur und Medien. Am 3. Dezember 2019 sprach die Vorstandsvorsitzende Meike Hopp als Expertin vor dem Rechtsausschuss des europäischen Parlaments in Brüssel. Zudem wurde zunächst Haug und nach ihrem Ausscheiden im November 2020 Hopp als Mitglied des Kuratoriums des Deutschen Zentrums Kulturgutverluste benannt.
2017 wurde die Satzung des Vereins überarbeitet. Der Begriff Provenienzforschung wurde darin erweitert, so dass jede Art von Ortsveränderung von Kulturgütern beinhaltet ist.
Stand 2024 besteht der Verein aus über 500 Wissenschaftlern aus Deutschland, Frankreich, Großbritannien, Israel, Italien, Luxemburg, den Niederlanden, Österreich, der Schweiz und den USA. Der Vorstand arbeitet ausschließlich ehrenamtlich. Als gemeinnütziger Verein wird kein Profit erzielt. Einnahmen aus Mitgliedsbeiträgen und Spenden werden in den wissenschaftlichen Austausch und die Vernetzung investiert.

## Ziele
Der Arbeitskreis Provenienzforschung e. V. richtet sich an Forscher, Experten, die an Museen, Bibliotheken, Archiven sowie in anderen Bereichen (etwa dem Kunsthandel) tätig sind. Das Ziel von Provenienzforschung ist es, die Herkunft von Kulturgütern zu erforschen, insbesondere jener Kunstwerke, die durch die Nationalsozialisten beschlagnahmt wurden. Ebenso wie Kunstwerke, die in der sowjetischen Besatzungszone oder der DDR beschlagnahmt wurden. Darüber hinaus Kunstwerke, die im kolonialen Kontext gesammelt wurden. Einbezogen werden u. a. ethnographische, archäologische, asiatische Kulturgüter, Gemälde ebenso wie kunstgewerbliche Objekte oder Graphiken, Musikinstrumente, Gebrauchsgegenstände und Bücher. Geforscht wird auch in themenverbundenen Gebieten, zum Beispiel der nationalsozialistischen Kulturpolitik und deren Strukturen des Kulturgutentzugs.
Der Verein möchte auch mit Vorurteilen aufräumen, dass die Provenienzforschung in politischer Abhängigkeit stehe und ihr Erfolg nur an Restitutionsquoten gemessen werde. Es wird gefordert, dass Provenienzforscher in aktuellen Debatten um Raubkunst stärker eingebunden werden. Denn nach Auffassung der Forschenden ist Provenienzforschung keine Hilfswissenschaft, sondern wichtige Grundlagenforschung. Der Arbeitskreis sieht die Provenienzforschung unter anderem mit folgenden Debatten um folgende Themen verknüpft: Ethische Richtlinien für Museen, Kulturerbe, Eurozentrismus, Rassismus, Dekolonialisierung musealer Einrichtungen, Alternative Auffassungen von Sammlungen und Zugänglichkeit von Kulturgütern, digitale Erweiterung kulturgutbewahrender Institutionen.
Deshalb schaffen sie Vernetzungen zu angeschlossenen Forschungs- und Berufsfeldern, wie beispielsweise den Holocaust Studien, der Kunstmarkt- und Exilforschung, Historikern, Restauratoren, Sammlern, Kunsthändlern. Auch Kooperationen mit Datenwissenschaftlern und Digital Humanities sollen verstärkt werden.
Der Verein bietet sich als Schnittstelle zu verschiedenen Zielgruppen an, so etwa zum Kunsthandel. Oder er vermittelt zwischen freiberuflichen Forschenden und dem Deutschen Zentrum Kulturgutverluste, das unmittelbar mit den Nachfahren von Geschädigten in Kontakt steht. Andererseits stellt er eine Schnittstelle zu neuen Kreisen von Interessierten dar, indem er seine Arbeit öffentlich präsentiert.
Der Verein setzt sich dafür ein, Klischees über Provenienzforscher auszuräumen. Diese seien keine „Museumsdetektive“ und Einzelkämpfer, sondern in einem professionellen Netzwerk tätig. Der Arbeitskreis Provenienzforschung strebt verlässliche Methoden und transparente und transnationale Forschungsinfrastrukturen an. Um dieses Ziel zu erreichen, fordert er finanzielle und inhaltliche Unterstützung der jeweiligen Wissenschaftsgemeinde. Der Verein macht die Arbeitgeber auf Probleme in den beruflichen Rahmenbedingungen aufmerksam, zum Beispiel die Dauer von Arbeitsverträgen betreffend, und versucht zum Umdenken anzuregen. Darüber hinaus setzt er sich für eine faire tarifliche Einstufung der Provenienzforscher ein.
Nach 10 Jahren Vereinsarbeit kam die Organisation zu dem Schluss, es sei gelungen, Methoden zur Provenienzrecherche zu entwickeln und das Arbeitsfeld der Provenienzforschung in Deutschland zu etablieren.

## Struktur der Mitglieder
Die Mitglieder des Vereins Arbeitskreis Provenienzforschung gehören unterschiedlichen Berufsgruppen an, u. a. den Archivaren, Archäologen, Anthropologen, Bibliothekaren, Ethnologen, Historikern, Kunsthistorikern oder Juristen. Sie arbeiten in öffentlichen oder privaten Einrichtungen, im akademischen Bereich, angestellt oder freiberuflich. In der Regel arbeiten sie zeitgleich nicht einzig an einem, sondern an hunderten oder tausenden Objekten.
Zunächst galt eigenständige Forschung als Voraussetzung für die Vereinsmitgliedschaft einer öffentlichen Einrichtung. Im Laufe der Jahre wurden die Aufnahmekriterien angepasst. Beim Arbeitskreis-Treffen 2015 in Weimar bestätigten die Mitglieder die Regeln zur Aufnahme neuer Mitglieder. Als Mitglieder sind Angestellte, Freiberufler, Studierende und Volontäre zulässig, die im Bereich der Provenienzforschung beschäftigt sind. Jeder Antrag auf Mitgliedschaft wird von allen fünf Vorstandsmitgliedern individuell geprüft.
Erforscht werden die Geschichte des Kunstmarkts, des Kulturguttransfers und von Sammlungsgeschichten. Weiterhin Ortsveränderungen, Vernichtung und Aneignung fremder kultureller Objekte oder Traditionen unter Unrechtsregimen oder unter ungleichen Machtverhältnissen in Besatzungs- und Kriegszeiten. Die Mitwirkenden arbeiten an der Aufdeckung von Enteignung, Verlagerung, Plünderung, von Raubzügen und Diebstählen. Laut Verein wurden deren Spuren in den Nachkriegsgesellschaften verwischt und werden es auch durch Unwissenheit teilweise noch heute. Von Beginn an waren verschiedene Themen von fortwährendem Interesse. Dazu zählen u. a. jüdische Kunstsammler, Kunsthandel, Auktionshäuser, Kunstvermittler, Speditionen, Gemälderückseiten, Kunstpreisentwicklung.
Zu Beginn wurde die Arbeit des Kreises von Einzelpersonen bestimmt. Mit der Zeit entwickelte sich eine breite Palette von Spezialwissen, Veröffentlichungen, Forschungsprojekten und geklärten Provenienzfällen. Ab 2010 wurden innerhalb des Verein Verhaltenskodizes entwickelt. Verbesserungen in der Außenwirkung wurden erarbeitet.

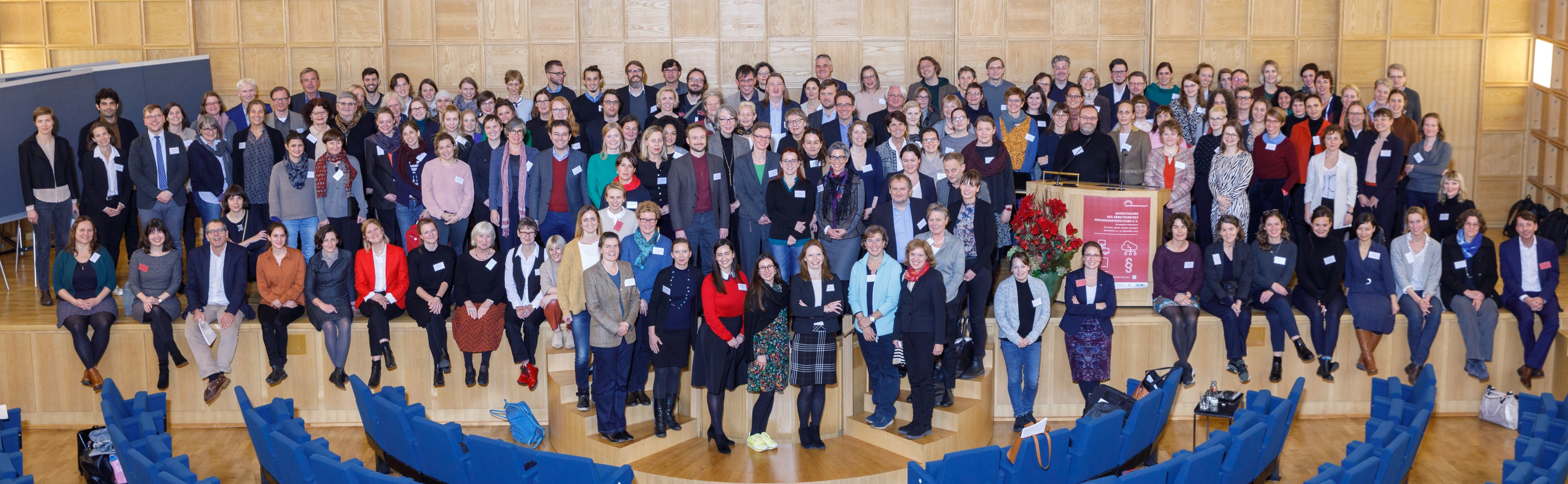
Gruppenfoto des Arbeitskreises Provenienzforschung beim Jahrestreffen 2019 in Düsseldorf

## Projekte
Innerhalb des Arbeitskreises Provenienzforschung bestehen Arbeitsgruppen zu unterschiedlichen Themenbereichen, wie z. B. zu kolonialen Provenienzen, zur digitalen Provenienzforschung, zur Provenienzforschung in Bibliotheken und zu Wiedergutmachungsakten.
2007 formulierte der Arbeitskreis die Notwendigkeit einer Onlinedatenbank. Die Datenbank diene zur Sammlung von Forschungsergebnissen. Ohne digitale Vernetzung bleibe die Bedeutung der Provenienzforschung für alle kulturhistorischen Fachbereiche unsichtbar. Durch die gemeinsame Datenbank solle Mehrarbeit vermieden, Forschung vereinfacht und Synergien genutzt werden.
Ein Projekt, das 2018 präsentiert wurde, ist die Standardisierung von Provenienzangaben. Ein Leitfaden zur Methodik von Provenienzforschung entstand gemeinsam mit dem Deutschen Zentrum Kulturgutverluste, dem Deutschen Museumsbund, mit ICOM Deutschland und mit dem Deutschen Bibliotheksverband.
Der Leitfaden Provenienzforschung wurde 2019 veröffentlicht und richtet sich an (vornehmlich kleinere) Museen, Bibliotheken, Archive, Kunsthandel, sowie private Sammler. Er bietet Informationen zur Identifizierung von NS-verfolgungsbedingt entzogenem Kulturgut. Dieser Leitfaden ist als Gemeinschaftswerk mit sechs Partnern entstanden.

## Veranstaltungen
In der Regel trifft sich der Arbeitskreis jährlich zu einer zweitägigen Veranstaltung in wechselnden Städten. Die Treffen finden überwiegend in Einrichtungen von Mitgliedern statt, um sich vor Ort einen Einblick in die lokale Tätigkeit zu verschaffen. Die Veranstaltungen werden unter anderem in Kooperation mit Städten, Museen und/oder der Förderung durch Ministerien vor Ort organisiert. Bei Veranstaltungen werden Projekte, Fallbeispiele und Probleme vorgestellt und diskutiert. Darüber hinaus werden wissenschaftliche Standards entwickelt. Themen sind beispielsweise „Provenienzforschung als universitäre Disziplin“ oder „Provenienzforschung digital: Neue Technologien sowie Wissensmanagement“. Als es noch wenige Teilnehmer gab, war der Austausch bei konkreten Einzelfällen sehr effektiv. Mit steigender Mitgliederzahl wurden Einzelfälle in kleinen Gruppen diskutiert und Vorstellungen neuer Forschungsprojekte in großen Gruppen besprochen.
Eines der bedeutendsten Treffen des Arbeitskreises Provenienzforschung fand 2007 im Bundeskanzleramt in Berlin statt. Das Ziel des Treffens war: „Probleme und Erfordernisse aus der bisherigen Praxis zu benennen, um gemeinsam realistische Lösungswege für die Provenienzrecherche/ - forschung zu finden“. Dem Arbeitskreis bot sich die Möglichkeit, als Kompetenzteam für die effiziente Provenienzforschung in Deutschland teilzunehmen. Als Ergebnis des Treffens konnte beispielsweise bereits zum 1. Januar 2008 die Arbeitsstelle für Provenienzforschung beim Institut für Museumsforschung mit einem jährlichen Etat von einer Million Euro eingerichtet werden, die Provenienzforschungsprojekte förderte. In der Folge wurden zahlreiche Museen, Bibliotheken und Archive in ihrer Provenienzforschung unterstützt. Ferner hat daraufhin die Arbeitsstelle für Provenienzforschung am Institut für Museumsforschung der Staatlichen Museen zu Berlin ein Internetportal entwickelt, das auf die Belange der Provenienzforscher zugeschnitten ist.

## Veröffentlichungen
- Deutschen Zentrum Kulturgutverluste u. a. (Hrsg.): Leitfaden Provenienzforschung. Zur Identifizierung von Kulturgut, das während der nationalsozialistischen Herrschaft verfolgungsbedingt entzogen wurde. Koordinierungsstelle Magdeburg, Magdeburg 2019, ISBN 978-3-9821420-1-2 (icom-deutschland.de [PDF]).
- Claudia Andratschke, Jasmin Hartmann, Johanna Poltermann, Iris Schmeisser, Wolfgang Schöddert: Leitfaden zur Standardisierung von Provenienzangaben. Hrsg.: Arbeitskreis Provenienzforschung e. V. Hamburg 2018 (arbeitskreis-provenienzforschung.org [PDF]).